# Edward Abgaryan
Edward Abgaryan (armenisch Եդւարդ Աբգարյան, * 1. Mai 1994, Nickname: EDward bzw. GoSu Pepper) ist ein ehemaliger armenischer E-Sportler in der Disziplin League of Legends. Er spielte auf der Position des Supports und ist nach Ende seiner aktiven Karriere inzwischen als Trainer tätig.

## Karriere

### Als Spieler
Abgaryan war Teil des russischen Teams Moscow Five (M5), das ab ca. Ende 2011 mit einem innovativen Spielstil zu einer der erfolgreichsten Mannschaften in League of Legends wurde. Nach zahlreichen Turniersiegen, unter anderem zweimal beim Intel Extreme Masters, zählte das Team bei der mit 2 Millionen US-Dollar dotierten Weltmeisterschaft 2012 zu den Favoriten auf den Titel. Dort gelang zum Auftakt im Viertelfinale ein Sieg über das chinesische Team Invictus Gaming. Das Halbfinale hingegen verlor M5 gegen die Taipei Assassins mit 1:2 und sicherte sich somit 150.000 US-Dollar Preisgeld.
2013 verließen die Spieler von Moscow Five die Organisation und spielten fortan unter dem Namen Gambit Gaming, nachdem der Gründer von Moscow Five wegen Internet-Betrugs und anderer Verbrechen verhaftet und später zu 12 Jahren Haft in den USA verurteilt wurde. In der neu eingeführten EU LCS konnte Abgaryan mit Gambit 2013 den zweiten Platz erreichen. Vor Beginn der Sommer-Saison wechselte Edward nach Nordamerika in die LCS zu Team Curse, konnte sich dort jedoch nicht für die WM 2013 qualifizieren und kehrte daraufhin zur Saison 2014 zurück zu Gambit Gaming. Trotz vereinzelter Erfolge auf IEM-Turnieren konnte das Team in der Folge jedoch nicht mehr die Dominanz der Jahre 2012/13 wiederholen. Ende 2015 wechselte Abgaryan erneut, diesmal zu Team Roccat. Aufgrund von Visum-Problemen verlor er jedoch die Spielberechtigung in der europäischen LCS und wechselte kurz darauf zum Team Vega Squadron in die LCL (GUS-Raum), verpasste dort jedoch knapp die Qualifikation für die WM 2016.
Mitte 2017 kehrte er zurück zu Gambit und qualifizierte sich – gemeinsam mit seinem damaligen M5-Teamkollegen Danil "Diamondprox" Reshetnikov – erstmals seit 2012 wieder für die WM. Allerdings schied Gambit dort sieglos in der ersten Runde aus. Auch 2018 gelang Abgaryan und Gambit wieder die WM-Qualifikation, doch erneut schaffte das Team den Sprung in die Hauptrunde der letzten 16 nicht. 2019 nahm er mit seinem neuen Team Unicorns of Love ein viertes und letztes Mal an der WM teil, unterlag jedoch gegen den europäischen Vertreter Splyce beim Duell um den Einzug in die Runde der letzten 16 knapp mit 2:3.

### Als Trainer
2021 gab Abgaryan seinen Rücktritt als Spieler bekannt. Bereits 2018 arbeitete er zwischenzeitlich auch als Trainer für das europäische LoL-Team von Rogue. Seine erste Trainerstation nach seinem Rücktritt 2021 war das brasilianische Team FURIA Esports.

## Erfolge (Auswahl)
| Jahr | Platz   | Turnier                                                | Team             | Preisgeld |
| ---- | ------- | ------------------------------------------------------ | ---------------- | --------- |
| 2012 | 1.      | Intel Extreme Masters Season VI – Kiew                 | Moscow Five      | 012.000 $ |
| 2012 | 1.      | Intel Extreme Masters Season VI – World Championship   | Moscow Five      | 050.000 $ |
| 2012 | 2.      | DreamHack Summer 2012                                  | Moscow Five      | 010.000 $ |
| 2012 | 1.      | Season 2 EU Regional Finals                            | Moscow Five      | 010.000 $ |
| 2012 | 3./4.   | League of Legends World Championship Season 2          | Moscow Five      | 150.000 $ |
| 2013 | 1.      | Intel Extreme Masters Season VII – Katowice            | Gambit Gaming    | 015.500 $ |
| 2013 | 3./4.   | Intel Extreme Masters Season VII – World Championship  | Gambit Gaming    | 013.500 $ |
| 2013 | 2.      | League of Legends Championship Series EU – Spring 2013 | Gambit Gaming    | 025.000 $ |
| 2013 | 1.      | Intel Extreme Masters Season VIII – Köln               | Gambit Gaming    | 018.500 $ |
| 2014 | 1.      | Intel Extreme Masters Season IX – Köln                 | Gambit Gaming    | 012.500 $ |
| 2017 | 21.–24. | League of Legends World Championship 2017              | Gambit Esports   | 024.735 $ |
| 2018 | 7./8.   | Mid-Season Invitational 2018                           | Gambit Esports   | 034.263 $ |
| 2018 | 17.–20. | League of Legends World Championship 2018              | Gambit Esports   | 048.375 $ |
| 2019 | 17.–20. | League of Legends World Championship 2019              | Unicorns of Love | 016.687 $ |